# Voltumna
Voltumna – etruski bóg ziemi, uznawany za najwyższe bóstwo w tamtejszej mitologii. 
Głównym miejscem jego kultu było miasto Volsinii (północno-zachodnia Italia), gdzie znajdowała się jego świątynia. Był odpowiednikiem rzymskiego Wertumnusa.